# Berberis maderensis
Berberis maderensis là một loài thực vật có hoa trong họ Hoàng mộc. Loài này được Lowe mô tả khoa học đầu tiên năm 1856.